# Yvonne Godard
Yvonne Godard (* 3. März 1908 in Douai; † 22. September 1975 in Montpellier) war eine französische Freistil-Schwimmerin. 
Sie gewann den Wettkampf über 100 m Freistil bei den Schwimmeuropameisterschaften 1931 in Paris und gewann über 400 m Freistil die Bronzemedaille. Kurz zuvor, am 23. Juli 1931, war sie ebenfalls in Paris Europarekorde über 800 und 1500 m Freistil geschwommen. Ein Jahr später bei den Olympischen Sommerspielen 1932 in Los Angeles schied sie über 100 m Freistil im Halbfinale aus und wurde über 400 m Freistil Fünfte.
Anfang Januar 1935 wurde sie Opfer eines schweren Verkehrsunfalls. Sie konnte nach ihrer Genesung nicht mehr an ihre Leistungen anknüpfen und beendete ihre Karriere.